# Parabuteo leucorrhous
Parabuteo leucorrhous là một loài chim trong họ Accipitridae.